# Néstor Fabbri
Néstor Ariel Fabbri Tiscornia (* 29. April 1968 in Buenos Aires) ist ein ehemaliger argentinischer Fußballspieler. Auf Vereinsebene war Fabbri unter anderem für Racing Club Avellaneda, die Boca Juniors und den FC Nantes aktiv. Mit Nantes gewann er 2001 die französische Fußballmeisterschaft. Weiterhin nahm Fabbri mit der Nationalmannschaft seines Heimatlandes an der Fußball-Weltmeisterschaft 1990 in Italien teil.

## Karriere

### Vereinskarriere
Néstor Fabbri, geboren 1968 in Argentiniens Hauptstadt Buenos Aires, erlernte den Fußballsport in der Jugendakademie der All Boys in seiner Heimatstadt. Nach Durchlaufen der Juniorenteams der All Boys wurde Fabbri, der auf der Position eines Abwehrspielers agierte, 1986 vom Racing Club aus dem bonarenser Vorort Avellaneda unter Vertrag genommen. Dort verteidigte er in der Folge sechs Jahre lang von 1986 bis 1992 und machte in dieser Zeit 169 Spiele im Ligabetrieb, wobei ihm sechs Torerfolge gelangen. Großartige Triumphe konnte man allerdings nicht feiern, da der Racing Club damals nicht zu den führenden Größen des argentinischen Klubfußballs gehörte.
1992 verließ Néstor Fabbri den Racing Club und schloss sich CA Lanús an, wo er ein Jahr lang spielte und sechzehn Ligapartien ohne Tor absolvierte. 1993 folgte ein halbjähriges Engagement in Kolumbien bei América de Cali. Nachdem er 1993 bis 1994 noch ein Jahr für Lanús aktiv gewesen war, wechselte Néstor Fabbri 1994 zu den Boca Juniors. Doch auch diesem argentinischen Topverein gehörte er in einer Zeit an, in der der Klub keine großen Erfolge feiern konnte. Fabbri machte zwischen 1994 und 1998 zwar 117 Ligaspiele in der Primera División für den Verein und erzielte dabei dreizehn Treffer, der Gewinn der Meisterschaft sprang allerdings nicht heraus. Erst in der Apertura 1998, der ersten Halbjahressaison nach Néstor Fabbris Weggang aus dem Estadio La Bombonera konnte Boca wieder die Meisterschaft bejubeln.
Im Sommer 1998 wagte Néstor Fabbri den Sprung nach Europa, wo er sich dem französischen Erstligisten FC Nantes anschloss. Nachdem in den ersten drei Spielzeiten nur Platzierungen im Mittelfeld der Division 1 belegt werden konnten, gelang der Mannschaft von Trainer Raynald Denoueix, in der sich unter anderem Spieler wie etwa Viorel Moldovan, Salomon Olembé oder Mickaël Landreau befanden, mit dem Erreichen von Platz eins in der Division 1 2000/01 der Gewinn der französischen Fußballmeisterschaft. Man wurde am Ende der Saison Erster mit vier Punkten Vorsprung vor Olympique Lyon und qualifizierte sich damit auch für die UEFA Champions League 2001/02. Hier kam das Aus in der zweiten Gruppenphase, als man in der Gruppe A nur den letzten Platz hinter Manchester United, Bayern München und Boavista Porto belegte. Im Ligabetrieb hingegen verlief die Folgesaison äußerst enttäuschend. Als Titelverteidiger gestartet, wurde man am Ende nur Zehnter und verpasste gar die Qualifikation für die nächste Europapokalsaison.
2002 kehrte Néstor Fabbri dem FC Nantes nach vier Jahren und 116 Ligaspielen mit neun Treffern den Rücken und wechselte innerhalb der Division 1 zu EA Guingamp, wo er ein Jahr lang spielte und dem Verein mit 33 Spielen und einem Treffer zum Erreichen von Platz sieben in der Ligue 1 2002/03, bis heute die beste Platzierung des Provinzvereins in der höchsten französischen Spielklasse, verhalf.
Nach einem Jahr in Guingamp kehrte Fabbri nach Argentinien zurück und spielte noch je ein Jahr für Estudiantes de La Plata und abschließend für seinen Heimatverein All Boys. Dort beendete er 2005 seine fußballerische Laufbahn im Alter von 37 Jahren.

### Nationalmannschaft
Zwischen 1989 und 1997 brachte es Néstor Fabbri auf insgesamt 21 Länderspiele in der argentinischen Fußballnationalmannschaft. Dabei gelang ihn ein Torerfolg. Von Nationalcoach Carlos Bilardo wurde er ins Aufgebot der Südamerikaner für die Fußball-Weltmeisterschaft 1990 in Italien berufen. Bei dem Turnier, in das Argentinien als Titelverteidiger gestartet war, setzte Bilardo Fabbri gleich im ersten Spiel ein, die sensationelle 0:1-Niederlage gegen Kamerun erlebte er als Verteidiger über die gesamte Spielzeit eingesetzt. Danach verzichtete der Coach allerdings im weiteren Turnierverlauf auf die Dienste des Verteidigers von Racing Avellaneda. Die argentinische Mannschaft indes erreichte nach zwei Elfmeterschießen-Siegen im Viertel- und Halbfinale das Endspiel, wo man jedoch mit 0:1 gegen Deutschland unterlag.
Im weiteren Verlauf seiner Nationalmannschaftskarriere nahm Fabbri auch noch an zwei weiteren Turnieren teil. Diese waren der König-Fahd-Pokal 1995, der mit Platz zwei beendet wurde, und die Copa América 1995, wo man bereits im Viertelfinale ausschied.

## Erfolge
- Vizeweltmeister 1990

- Französische Meisterschaft: 1×

2000/01 mit dem FC Nantes
- Französischer Pokalsieger: 2×

1998/99 und 1999/2000 mit dem FC Nantes
- Französischer Supercup: 2×

1999 und 2001 mit dem FC Nantes
- Supercopa Sudamericana: 1×

1988 mit dem Racing Club
- Supercoppa Interamericana: 1×

1988 mit dem Racing Club
- Argentiniens Fußballer des Jahres: 1×

1987 als Spieler des Racing Club